# Николо-Васильевский монастырь
Успенский Николо-Васильевский монастырь — монастырь Донецкой епархии Украинской православной церкви, расположенный в селе Никольском Волновахского района Донецкой области.
Основан в 1998 году схиархимандритом Зосимой (Сокуром). Монастырь объединяет в себе две обители — мужской Свято-Васильевский (зарегистрирован в 2002 году) и женский Свято-Николаевский (зарегистрирован в 2001 году) монастыри. Является самым большим из вновь основанных монастырей на Украине.

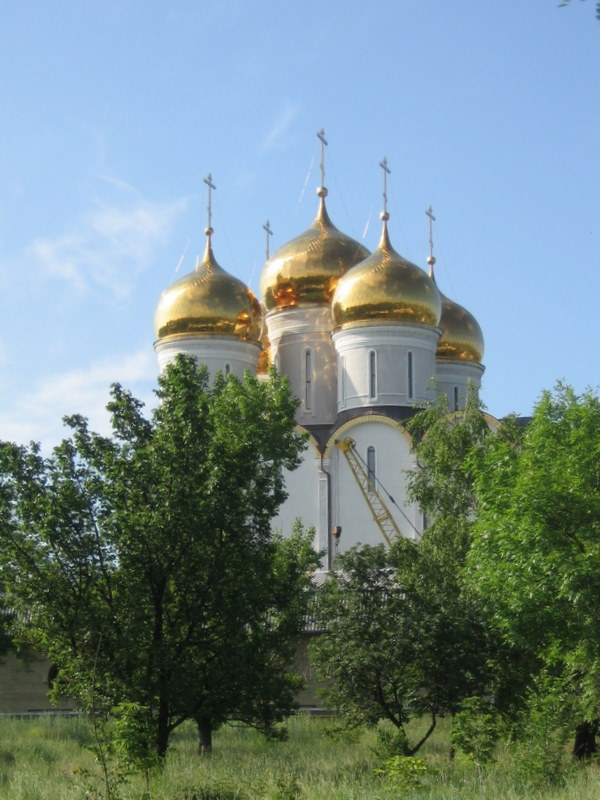
Успенский собор

## История
После революции в Никольском жили монахини-изгнанницы из Крымских монастырей. В годы атеистических гонений власти пытались прекратить молебны и церковные ходы около источников, засыпали их землей, цементировали, пытались стереть память о них, но их воды вновь и вновь пробивали цемент.
Монастырь был основан в 1998 году схиархимандритом Зосимой (Сокуром).

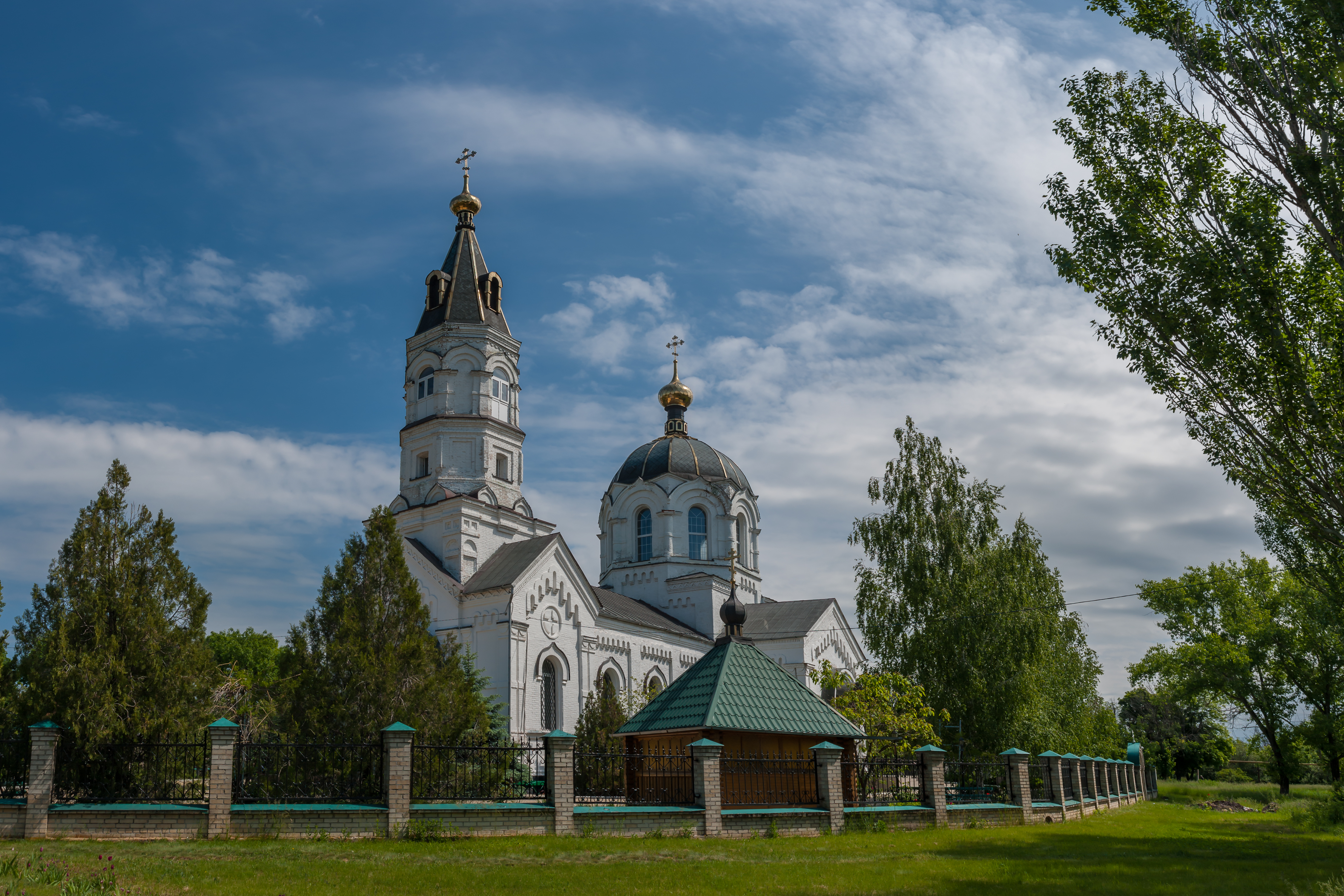
Храм Святителя Николая Чудотворца

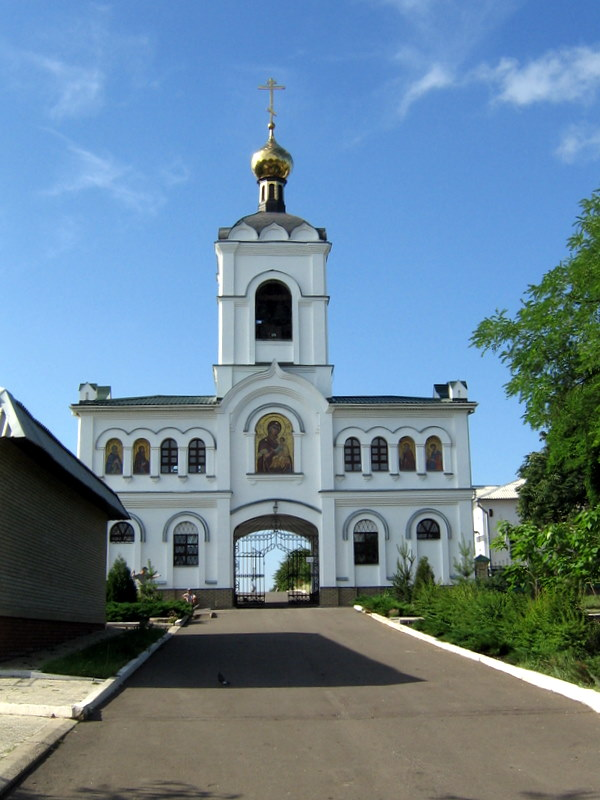
Надвратная церковь Иверской иконы Божией Матери

31 июля 2009 года посетивший монастырь патриарх Кирилл освятил главный престол Успенского собора, построенного по завещанию отца Зосимы в меру и подобие Успенского собора Московского Кремля.

## Храмы
- Успенский собор, выстроенный по завещанию отца Зосимы после его кончины, точная копия Успенского собора в Московском Кремле.
- Свято-Васильевский каменный храм с шатровой колокольней над входом (построен в 1912 году, полностью сгорел после обстрела 14 марта 2022 года).
- Трапезный храм Всех Святых, в Земле Русской просиявших, построенный к 2000-летию Рождества Христова
- Надвратная церковь Иверской иконы Божией Матери с колокольней
- Домовой храм в богадельне в честь преподобного Сампсона Странноприимца (открыт в 2004 году)
- Храм Святителя Николая Чудотворца с колокольней над входом (построен в 1910 году). Расположен на противоположной стороне села и относится к обители. Долгое время он был закрыт и использовался под склад, мастерские, скотобойню. Сейчас храм восстановлен, в нём совершаются богослужения по воскресным дням и великим праздникам.